# Federació de Joves Verds Europeus
La Federació de Joves Verds Europeus, sovint coneguda com FYEG (/ˈfiːɛɡ/ FEE-ou), és una organització paraigua que reuneix moviments i organitzacions verdes joves d'arreu d'Europa amb 40.000 membres. L'objectiu de FYEG és defensar el clima i la justícia social a nivell europeu. Des del 2007, FYEG és l'ala juvenil del Partit Verd Europeu.
La FYEG té 32 organitzacions membres, 2 candidats i 2 membres associats, juntament amb dues organitzacions associades: la Global Young Greens i la Xarxa de Cooperació i Desenvolupament d'Europa de l'Est. És un soci més proper de la Green European Foundation, el Partit Verd Europeu i l'Acadèmia Verda. També és membre de ple dret del Fòrum Europeu de la Joventut (EYF), que opera dins dels marcs de participació juvenil del Consell d'Europa i de la Unió Europea i treballa estretament amb aquests dos organismes.